# Мичу
Миге́ль Пе́рес Куэ́ста (исп. Miguel Pérez Cuesta; 21 марта 1986, Овьедо, Испания), более известный как Ми́чу (исп. Michu) — испанский футболист, полузащитник.

## Клубная карьера
Начал футбольную карьеру в низших футбольных дивизионах Испании в составе местного клуба «Реал Овьедо». В 2007 году, после четырёх лет выступлений за «Овьедо», был замечен скаутами клуба «Сельта B», выступавшего в чемпионате Испании по футболу, третьей по значимости футбольной лиге Испании. В течение одного сезона сумел пробиться в первую команду, а заканчивал сезон, будучи игроком основы. За последующие два года сумел отличиться в чемпионате Испании ещё 12 раз. Его контракт с «Сельтой» истёк в июне 2011 года, и игрок, отказавшись подписывать новое соглашение, стал свободным агентом.
27 июля 2011 года подписал двухлетний контракт с испанским клубом «Райо Вальекано», который, заняв второе место в Сегунде, получил право играть в первом дивизионе страны и нуждался в усилении. Дебютировал за клуб 28 августа в матче против «Атлетика Бильбао», закончившегося ничьей — 1:1. Мичу довольно быстро вписался в основной состав команды и на конец сезона являлся лучшим бомбардиром своей команды, несмотря на то, что играл на позиции полузащитника. Игрок забил 15 из 53 голов своей команды в чемпионате. Этот результат позволил ему занять девятое место в рейтинге результативности, причём вперёд Мичу пропустил лишь ярко выраженных нападающих. После столь удачного сезона игроком заинтересовались многие топ-клубы, включая «Манчестер Юнайтед» и «Ливерпуль».
20 июля 2012 года Мичу официально стал игроком валлийского клуба «Суонси Сити» за £2 млн, подписав с «лебедями» трёхлетний контракт. Номинально Мичу являлся заменой ушедшему в «Эвертон» исландцу Гильфи Сигурдссону, игравшему на позиции «десятки». Дебютировал испанец за новый клуб в выездном матче против «Куинз Парк Рейнджерс», сделав дубль в матче, закончившемся со счетом 0:5.
Своей феноменальной игрой и сверхрезультативностью в первой половине сезона в Англии заслужил приглашение в сборную Испании на товарищеский матч.
Сезон 2016/17 провёл в «Реал Овьедо». По итогам сезона Мичу принял участие в 27 матчах Сегунды, став автором одного гола.
17 июля 2017 года игрок принял решение завершить профессиональную карьеру. Такое решение 31-летний Мичу принял вследствие травмы лодыжки, несовместимой с дальнейшим выходом на поле.

## Достижения
«Суонси Сити»
- Обладатель Кубка английской лиги: 2012/13

## Карьера в сборной
| Матчи Мичу за сборную Испании | Матчи Мичу за сборную Испании | Матчи Мичу за сборную Испании | Матчи Мичу за сборную Испании | Матчи Мичу за сборную Испании | Матчи Мичу за сборную Испании |
| №                             | Дата                          | Соперник                      | Счёт                          | Голы Мичу                     | Соревнование                  |
| ----------------------------- | ----------------------------- | ----------------------------- | ----------------------------- | ----------------------------- | ----------------------------- |
| 1                             | 11 октября 2013               | Беларусь                      | 2 : 1                         | -                             | Отборочные матчи ЧМ-2014      |

Итого: 1 матч / 0 голов; 1 победа, 0 ничьих, 0 поражений.